# Gaillères
Gaillères est une commune du Sud-Ouest de la France, située dans le département des Landes (région Nouvelle-Aquitaine).
Le village se trouve sur la voie de Vézelay du chemin de Compostelle.

## Géographie

### Localisation
Gaillères est une commune située dans les Petites Landes en pays de Marsan, à cinq kilomètres au nord-est de Mont-de-Marsan.

### Communes limitrophes
Les communes limitrophes sont  Bostens, Bougue, Lucbardez-et-Bargues, Pouydesseaux, Saint-Avit, Saint-Cricq-Villeneuve et Sainte-Foy.
| Lucbardez-et-Bargues | Bostens   | Pouydesseaux           |
| Saint-Avit           | Gaillères | Sainte-Foy             |
|                      | Bougue    | Saint-Cricq-Villeneuve |

### Climat
Pour des articles plus généraux, voir Climat de la Nouvelle-Aquitaine et Climat des Landes.
Historiquement, la commune est exposée à un climat océanique aquitain.  
En 2020, Météo-France publie une typologie des climats de la France métropolitaine dans laquelle la commune est exposée à un climat océanique et est dans la région climatique  Aquitaine, Gascogne, caractérisée par une pluviométrie abondante au printemps, modérée en automne, un faible ensoleillement au printemps, un été chaud (19,5 °C), des vents faibles, des brouillards fréquents en automne et en hiver et des orages fréquents en été (15 à 20 jours).
Pour la période 1971-2000, la température annuelle moyenne est de 12,9 °C, avec une amplitude thermique annuelle de 14,5 °C. Le cumul annuel moyen de précipitations est de 983 mm, avec 11,8 jours de précipitations en janvier et 7,2 jours en juillet. Pour la période 1991-2020, la température moyenne annuelle observée sur la station météorologique la plus proche, située sur la commune de Mont-de-Marsan à 12 km à vol d'oiseau, est de 13,8 °C et le cumul annuel moyen de précipitations est de 918,1 mm,. Pour l'avenir, les paramètres climatiques de la commune estimés pour 2050 selon différents scénarios d'émission de gaz à effet de serre sont consultables sur un site dédié publié par Météo-France en novembre 2022.

## Urbanisme

### Typologie
Au 1er janvier 2024, Gaillères est catégorisée commune rurale à habitat dispersé, selon la nouvelle grille communale de densité à sept niveaux définie par l'Insee en 2022.
Elle est située hors unité urbaine. Par ailleurs la commune fait partie de l'aire d'attraction de Mont-de-Marsan, dont elle est une commune de la couronne,. Cette aire, qui regroupe 101 communes, est catégorisée dans les aires de 50 000 à moins de 200 000 habitants,.

### Occupation des sols

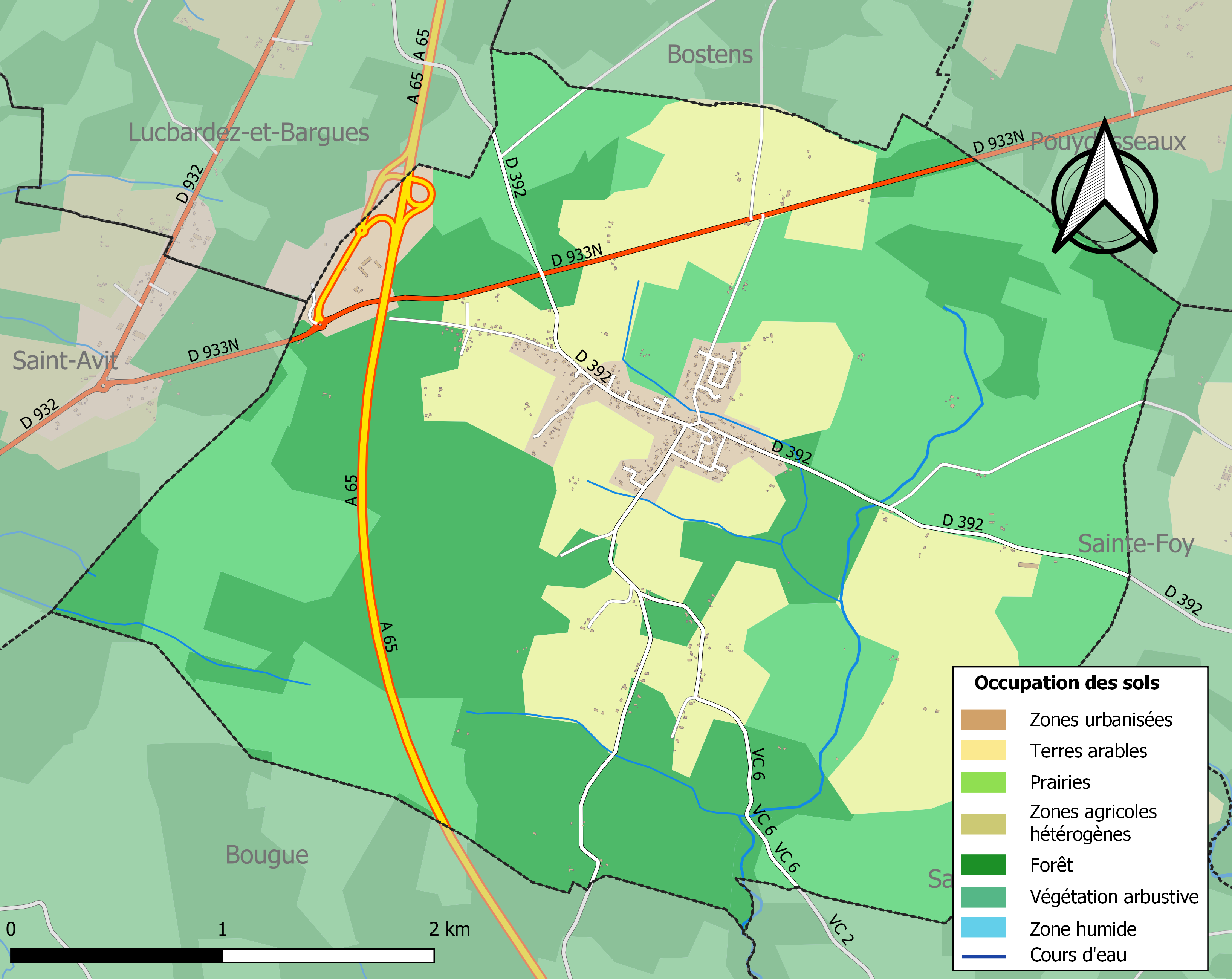
Carte des infrastructures et de l'occupation des sols de la commune en 2018 (CLC).

L'occupation des sols de la commune, telle qu'elle ressort de la base de données européenne d’occupation biophysique des sols Corine Land Cover (CLC), est marquée par l'importance des forêts et milieux semi-naturels (69,6 % en 2018), en diminution par rapport à 1990 (71,6 %). La répartition détaillée en 2018 est la suivante : milieux à végétation arbustive et/ou herbacée (37 %), forêts (32,6 %), terres arables (25,7 %), zones urbanisées (3,2 %), zones industrielles ou commerciales et réseaux de communication (1,6 %). L'évolution de l’occupation des sols de la commune et de ses infrastructures peut être observée sur les différentes représentations cartographiques du territoire : la carte de Cassini (XVIIIe siècle), la carte d'état-major (1820-1866) et les cartes ou photos aériennes de l'IGN pour la période actuelle (1950 à aujourd'hui).

### Risques majeurs
Le territoire de la commune de Gaillères est vulnérable à différents aléas naturels : météorologiques (tempête, orage, neige, grand froid, canicule ou sécheresse), feux de forêts, mouvements de terrains et séisme (sismicité très faible). Un site publié par le BRGM permet d'évaluer simplement et rapidement les risques d'un bien localisé soit par son adresse soit par le numéro de sa parcelle.
Gaillères est exposée au risque de feu de forêt. Depuis le 20 avril 2016, les départements de la Gironde, des Landes et de Lot-et-Garonne disposent d’un règlement interdépartemental de protection de la forêt contre les incendies. Ce règlement vise à mieux prévenir les incendies de forêt, à faciliter les interventions des services et à limiter les conséquences, que ce soit par le débroussaillement, la limitation de l’apport du feu ou la réglementation des activités en forêt. Il définit en particulier cinq niveaux de vigilance croissants auxquels sont associés différentes mesures,.
Les mouvements de terrains susceptibles de se produire sur la commune sont des tassements différentiels.

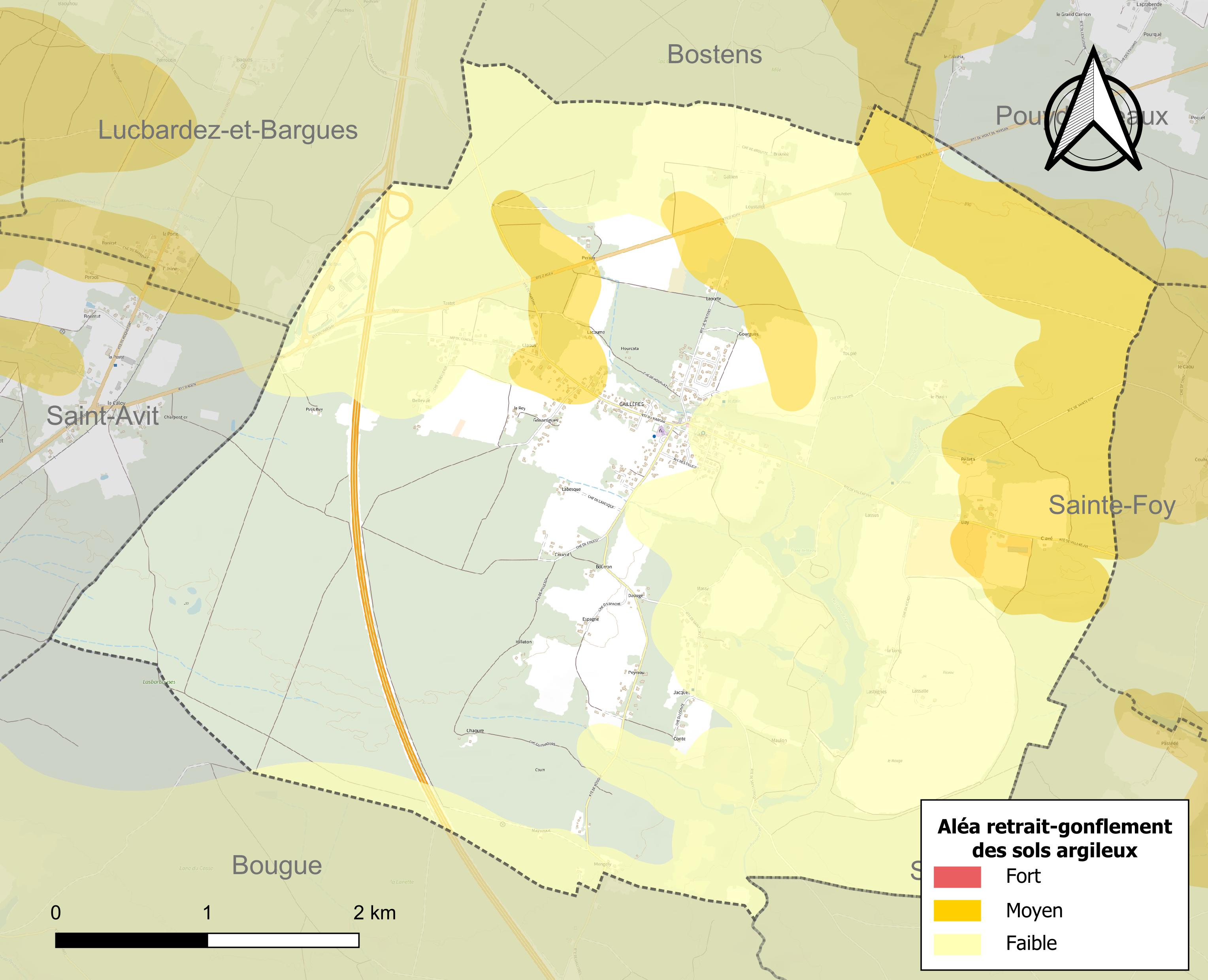
Carte des zones d'aléa retrait-gonflement des sols argileux de Gaillères.

Le retrait-gonflement des sols argileux est susceptible d'engendrer des dommages importants aux bâtiments en cas d’alternance de périodes de sécheresse et de pluie. 15,6 % de la superficie communale est en aléa moyen ou fort (19,2 % au niveau départemental et 48,5 % au niveau national). Sur les 272 bâtiments dénombrés sur la commune en 2019,  35 sont en aléa moyen ou fort, soit 13 %, à comparer aux 17 % au niveau départemental et 54 % au niveau national. Une cartographie de l'exposition du territoire national au retrait gonflement des sols argileux est disponible sur le site du BRGM,.
La commune a été reconnue en état de catastrophe naturelle au titre des dommages causés par les inondations et coulées de boue survenues en 1999 et 2009 et au titre des inondations par remontée de nappe en 2020 et par des mouvements de terrain en 1999

## Politique et administration

### Liste des maires
| Période                                  | Période      | Identité           | Étiquette | Qualité                         |
| ---------------------------------------- | ------------ | ------------------ | --------- | ------------------------------- |
| 1983                                     | janvier 2009 | Claude Nérin       | PS        | Retraité agricole               |
| janvier 2009                             | 2014         | José Pascual       | PS        |                                 |
| 2014                                     | 2020         | Guy Sibut          | DVG       | Chargé d'étude bâtiment durable |
| 2020                                     | En cours     | Catherine Bergalet |           |                                 |
| Les données manquantes sont à compléter. |              |                    |           |                                 |

### Politique environnementale
Dans son palmarès 2024, le Conseil national de villes et villages fleuris de France a attribué deux fleurs à la commune.

## Démographie
L'évolution du nombre d'habitants est connue à travers les recensements de la population effectués dans la commune depuis 1793. Pour les communes de moins de 10 000 habitants, une enquête de recensement portant sur toute la population est réalisée tous les cinq ans, les populations de référence des années intermédiaires étant quant à elles estimées par interpolation ou extrapolation. Pour la commune, le premier recensement exhaustif entrant dans le cadre du nouveau dispositif a été réalisé en 2006.

En 2022, la commune comptait 647 habitants, en évolution de +6,07 % par rapport à 2016 (Landes : +5,78 %, France hors Mayotte : +2,11 %).
| 1793 | 1800 | 1806 | 1821 | 1831 | 1836 | 1841 | 1846 | 1851 |
| ---- | ---- | ---- | ---- | ---- | ---- | ---- | ---- | ---- |
| 340  | 312  | 281  | 312  | 369  | 346  | 370  | 392  | 450  |

| 1856 | 1861 | 1866 | 1872 | 1876 | 1881 | 1886 | 1891 | 1896 |
| ---- | ---- | ---- | ---- | ---- | ---- | ---- | ---- | ---- |
| 460  | 457  | 427  | 404  | 393  | 384  | 381  | 390  | 385  |

| 1901 | 1906 | 1911 | 1921 | 1926 | 1931 | 1936 | 1946 | 1954 |
| ---- | ---- | ---- | ---- | ---- | ---- | ---- | ---- | ---- |
| 390  | 407  | 407  | 369  | 382  | 362  | 347  | 285  | 273  |

| 1962 | 1968 | 1975 | 1982 | 1990 | 1999 | 2006 | 2011 | 2016 |
| ---- | ---- | ---- | ---- | ---- | ---- | ---- | ---- | ---- |
| 278  | 261  | 265  | 348  | 396  | 430  | 541  | 569  | 610  |

| 2021 | 2022 | - | - | - | - | - | - | - |
| ---- | ---- | - | - | - | - | - | - | - |
| 640  | 647  | - | - | - | - | - | - | - |

## Lieux et monuments
- Église Notre-Dame-de-l’Assomption de Gaillères.

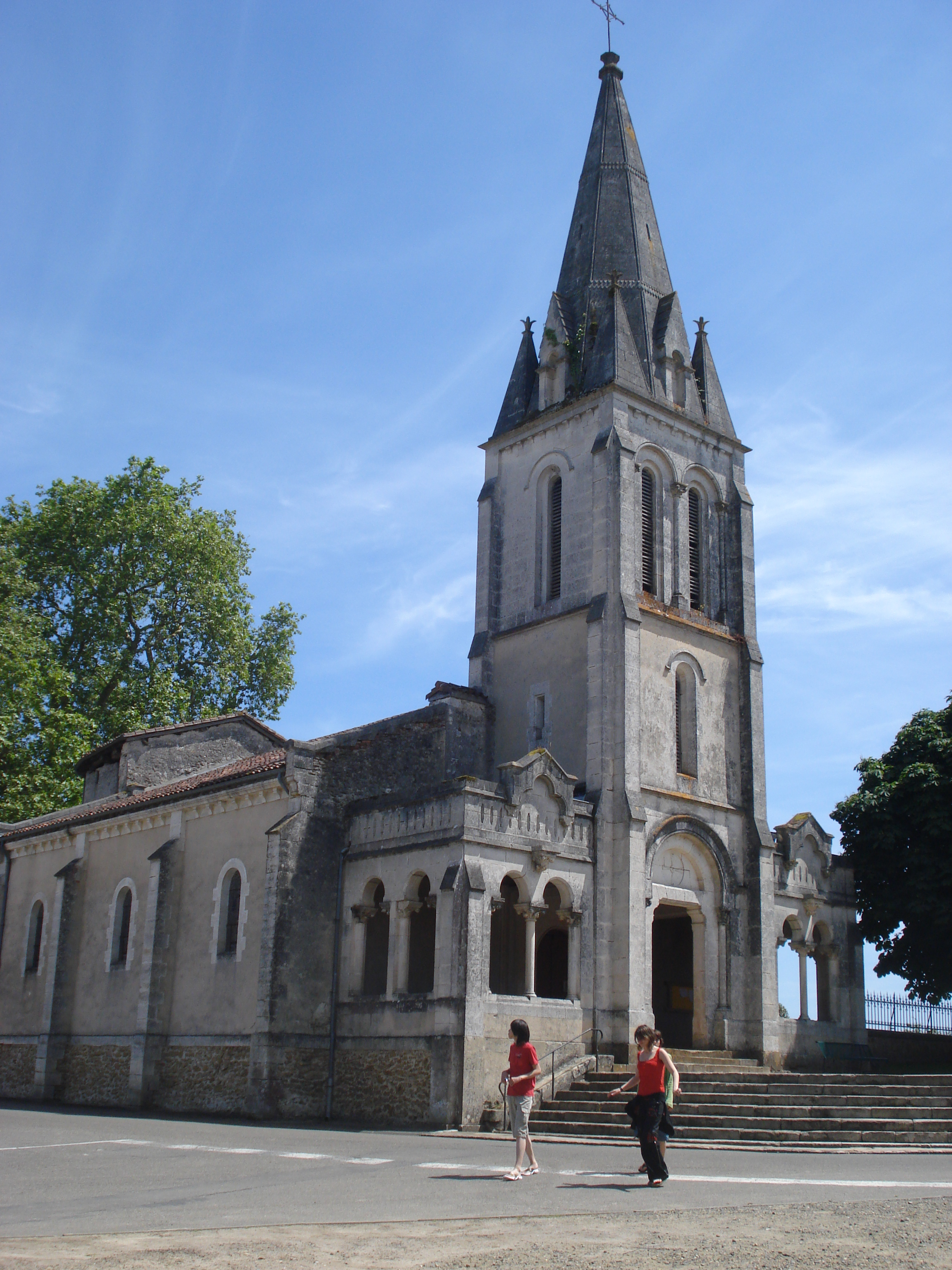
Gaillères, l'église.
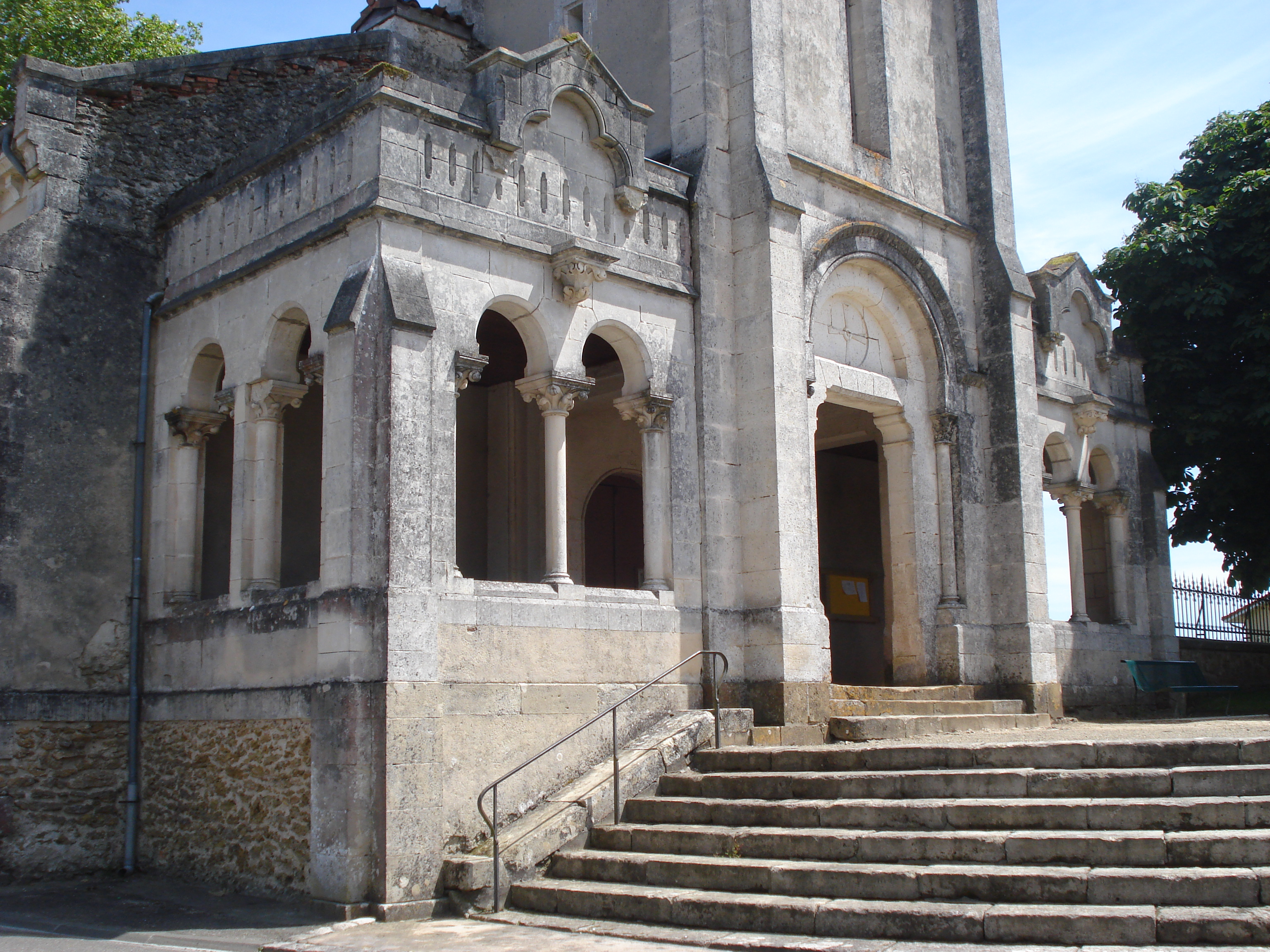
Gaillères, porche de l'église.

## Patrimoine naturel

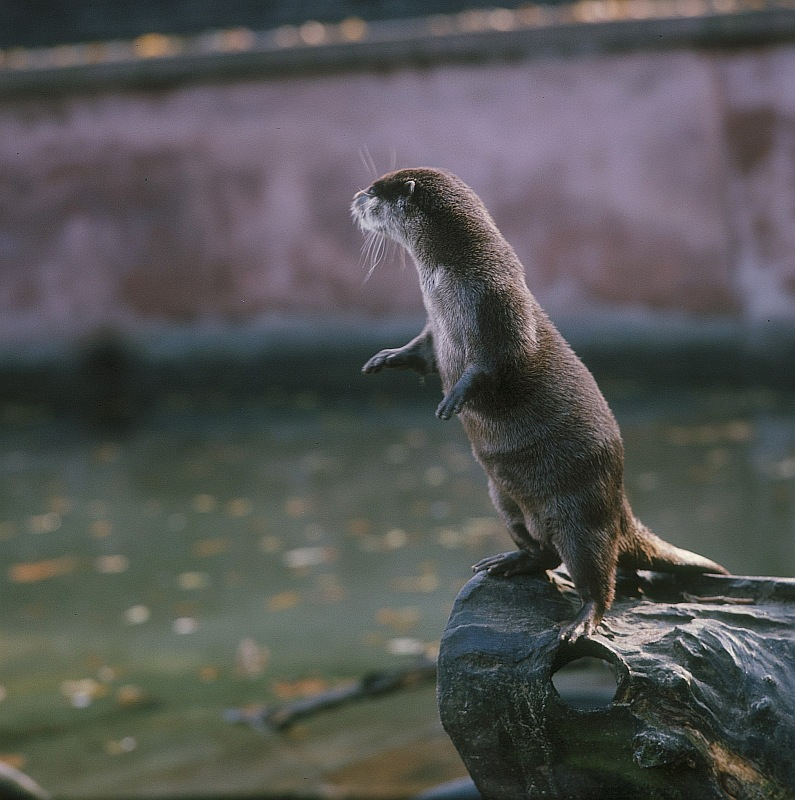
Loutre
(Lutra lutra)

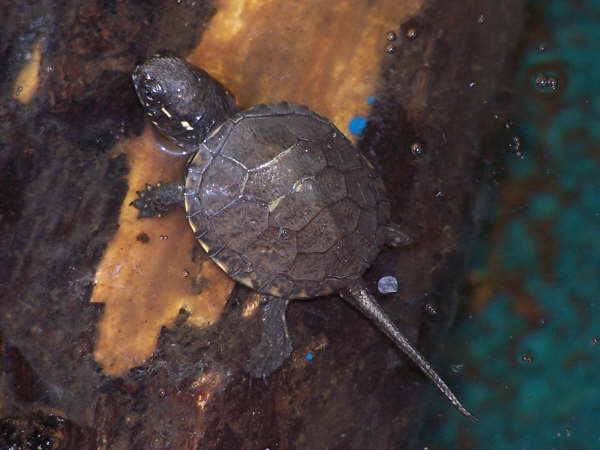
Jeune cistude d'Europe
(Emys orbicularis)

### ZNIEFF
Gaillères est partiellement inclus dans la zone naturelle d'intérêt écologique, faunistique et floristique (ZNIEFF) continentale de type 2 de la « Vallée du Midou et forêt départementale d'Ognoas », qui couvre 2069,18 hectares et concerne onze communes dont Gaillères. Elle vise essentiellement la forêt d'Ognoas mais inclut aussi des habitats d'eaux courantes ainsi que des tourbières et marais, l'espèce déterminante étant la loutre (Lutra lutra).

### Site d'intérêt communautaire

#### Zone spéciale de conservation (directive Habitat)
La commune est incluse dans la Zone spéciale de conservation (ZSC) du « Réseau hydrographique des affluents de la Midouze », un site d'intérêt communautaire (SIC) selon la directive Habitat. Cette ZSC couvre 4914 hectares, uniquement dans le département des Landes. Elle vise essentiellement un habitat de forêts caducifoliées : chênes pédonculés (Quercus robur), chênes noirs (Quercus pyrenaica), aulnes noirs (Alnus glutinosa) et frênes (Fraxinus excelsior), qui occupent 90 % de sa surface ; elle comprend également des landes humides atlantiques tempérées, à la végétation marquée par la bruyère ciliée (Erica ciliaris) (en) et la bruyère des marais (Erica tetralix). Elle vise en priorité la loutre (Lutra lutra) mais protège également le vison (Mustela lutreola), la bouvière (Rhodeus sericeus amarus, poisson qui a une relation de parasitisme réciproque avec la moule d'eau douce), le toxostome (Parachondrostoma toxostoma, autre poisson), la cistude d'Europe (Emys orbicularis, une tortue), l'écrevisse à pattes blanches (Austropotamobius pallipes), la leucorrhine à gros thorax (Leucorrhinia pectoralis, une libellule), la lamproie de Planer (Lampetra planeri), le chabot (Cottus gobio) et cinq espèces de chauve-souris.

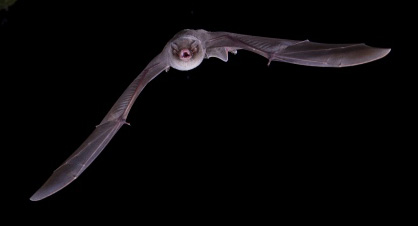
Minioptère de Schreibers (Miniopterus schreibersii).
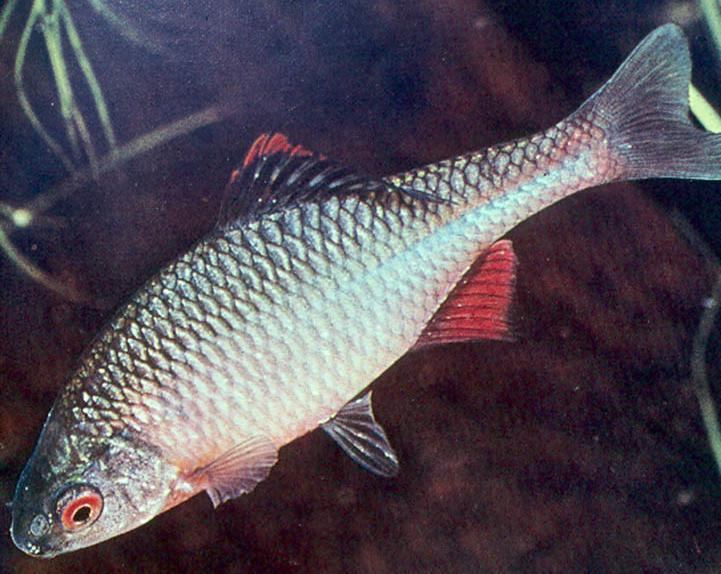
Bouvière (Rhodeus sericeus).
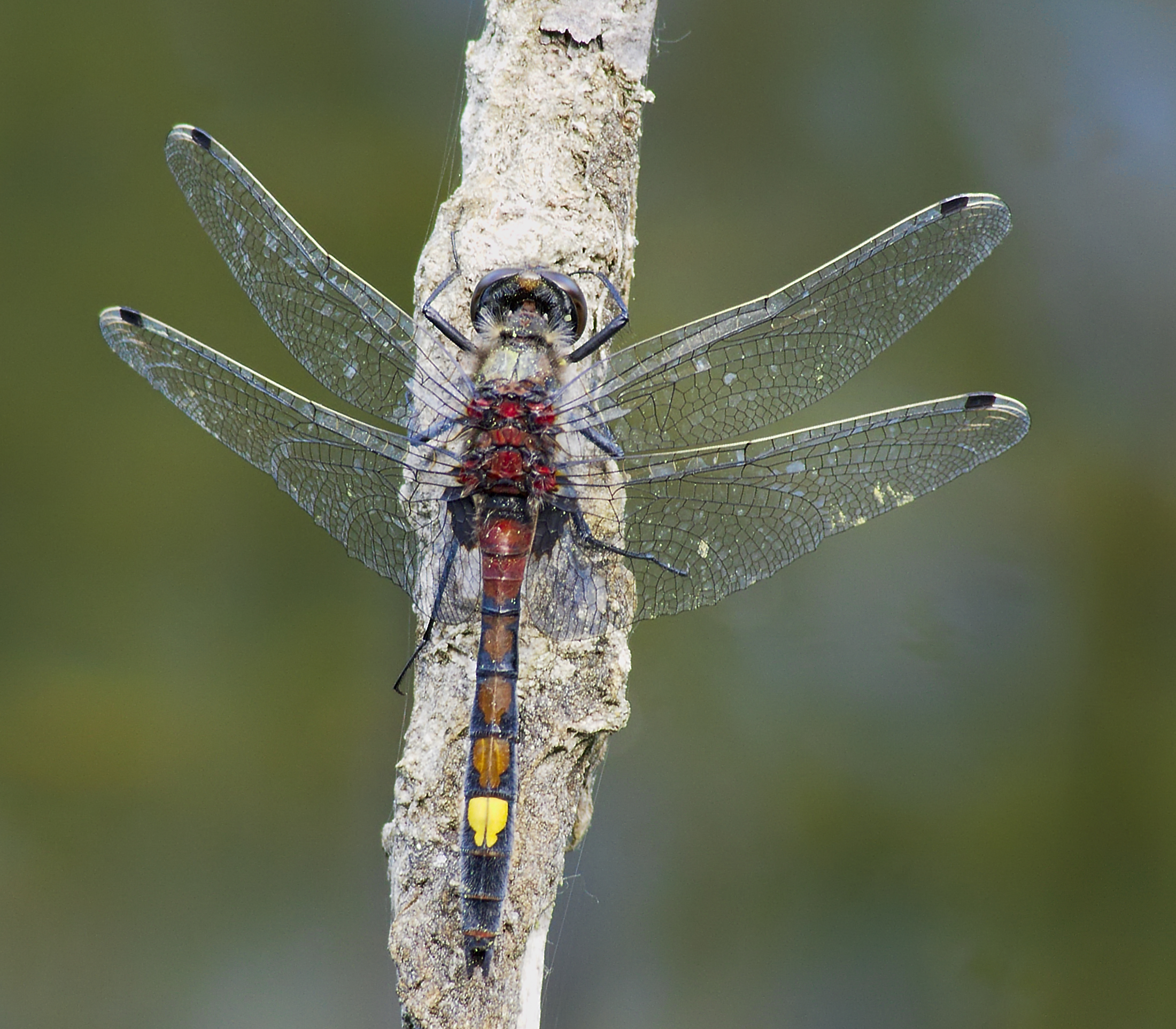
Leucorrhine à gros thorax (Leucorrhinia pectoralis).